# Encausse-les-Thermes
Encausse-les-Thermes is een gemeente in het Franse departement Haute-Garonne (regio Occitanie) en telt 591 inwoners (1999). De plaats maakt deel uit van het arrondissement Saint-Gaudens.

## Geografie
De oppervlakte van Encausse-les-Thermes bedraagt 8,1 km², de bevolkingsdichtheid is 73,0 inwoners per km².
De onderstaande kaart toont de ligging van Encausse-les-Thermes met de belangrijkste infrastructuur en aangrenzende gemeenten.

## Demografie
Onderstaande figuur toont het verloop van het inwonertal (bron: INSEE-tellingen).